# 一號塔爾伯勒鎮區 (北卡羅萊納州厄齊康縣)
一號塔爾伯勒鎮區（英語：Township 1, Tarboro）是位於美國北卡羅萊納州厄齊康縣的一個鎮區。

## 地方資料
一號塔爾伯勒鎮區的面積為95.31平方千米，皆為陸地。根據2020年美國人口普查的數據，當地共有人口13624人，而人口密度為每平方千米142.94人。